# Operation Anaconda
Operation Anaconda war der Codename für eine militärische, multinationale Unternehmung unter der Führung von US-Streitkräften im Osten Afghanistans im März 2002. Zusammen mit alliierten afghanischen Milizen und Spezialeinheiten mehrerer Nationen sollten Einheiten der al-Qaida und der Taliban im Shahi-Kot-Tal und dem Arma-Gebirge südlich von Zormat aufgespürt und bekämpft werden. Die Operation war das erste umfangreiche Gefecht nach den Hauptaktivitäten im Krieg in Afghanistan unter Einsatz von konventionellen Streitkräften mit direkter Kampfbeteiligung.
Zwischen dem 2. März und dem 16. März 2002 kämpften 1.700 eingeflogene US-Soldaten und 1.000 afghanische Milizionäre gegen 1.000 al-Qaida- und Taliban-Kämpfer um die Kontrolle über das Shahi-Kot-Tal. Die al-Qaida- und Taliban-Kämpfer verschanzten sich dabei in Höhlen und Felsspalten des Hochgebirges und bekämpften die US-geführten Truppen mit Mörsern und Maschinengewehren. Die US-Streitkräfte schätzten die Truppenstärke der Rebellen im Shahi-Kot-Tal zu Beginn der Operation auf 150 bis 200 Mann, jedoch lag deren tatsächliche Stärke nach späteren Schätzungen eher bei 500 bis über 1.000.

## Beteiligte Einheiten
Aus US-amerikanischer Sicht handelte es sich um Advanced Force Operations; beteiligt waren Truppen der 10. US-Gebirgsdivision, der 101. US-Luftlandedivision, den sogenannten Screaming Eagles, den US-amerikanischen Spezialeinheiten Task Force 11, Task Force Bowie und Task Force Dagger, der britischen Royal Marines, des kanadischen 3. Bataillons, der Princess Patricia's Canadian Light Infantry, der afghanischen Nationalarmee, des Australian Special Air Service Regiment und des New Zealand Special Air Service. Die Operation fand auch unter Beteiligung des deutschen Kommandos Spezialkräfte statt.

## Verlauf der Operation
- 1. März 2002: Die Operation Anaconda im Gebiet des Shahi-Kot Tals und dem Arma Gebirge südöstlich von Zormat beginnt. US-amerikanische Spezialeinheiten dringen in das Gebiet ein und stellen drei Beobachtungsposten auf: Juliet, India, und Mako 31. Die Gruppen Juliet und India bestehen hauptsächlich aus Einheiten der US Army Delta Force. Sie sollen Stellungen einnehmen, um den Norden und Süden des Shahi-Kot Tals und die Zugänge von Gardez beobachten zu können. Mako 31 ist ein kleiner SEAL Aufklärungseinsatz, bestehend aus Einheiten der DEVGRU. Ihre Aufgabe ist es, einen Beobachtungsposten auf dem Bergrücken "Finger" einzurichten, der die Aufklärung von Landezonen für die Task Force Rakkasan ermöglichen sollte.
- 2. März 2002: Der Army Chief Warrant Officer Stanley L. Harriman von der Third Special Forces Group wird durch den irrtümlichen Beschuss aus einem AC-130H-Spectre-Schlachtflugzeug an der Straße von Gardez zum Shahi-Kot-Tal getötet.
- 4. März 2002: Sieben US-Soldaten verschiedener Special Operation Forces werden bei einer Aufklärungsmission im Shahi-Tal getötet. Gegen 3 Uhr nachts wird ein niedrig fliegender MH-47-Chinook-Hubschrauber beim Versuch, auf dem Gipfel des Takur-Ghar zu landen, von einer Panzerabwehrhandwaffe getroffen, die sein Hydrauliksystem beschädigt und ihn später zur Notlandung zwingt. Durch die Wucht des Treffers stürzt der Navy Seal Petty Officer Neil C. Roberts aus dem Hubschrauber. Seine Kameraden bemerken sein Fehlen erst nach der Notlandung 7 km weiter. Ein zweiter Hubschrauber sammelt die Besatzung des ersten Hubschraubers und die US Navy Seals auf und setzt sie ca. zwei Stunden nach dem Unfall an der Absturzstelle ihres Kameraden ab, wo sie sofort selbst unter schweren Beschuss geraten und ein weiterer Soldat stirbt. Neil C. Roberts ist zu diesem Zeitpunkt bereits tot und von Al-Qaida-Kämpfern verschleppt worden. Die Special Forces werden zum Rückzug gezwungen. Zwei weitere CH-47 Hubschrauber mit dem Auftrag, Rettungstrupps der United States Army Rangers abzusetzen, werden geschickt und einer davon wird beim Landeversuch ebenfalls abgeschossen. In dem anschließenden Feuergefecht sterben vier US-Soldaten, bevor die restlichen Gegner getötet werden. Nach über 17-stündigem Gefecht werden die überlebenden und toten Navy Seals sowie Rangers ausgeflogen.
- 6. März 2002: Ein US-amerikanischer Luftschlag in der Nähe des Dorfes Shikin tötet 14 Menschen.
- 10. März 2002: Major Bryan Hilferty verkündet, dass „die Hauptkampfhandlungen bereits seit drei oder vier Tagen vorüber“ seien. 400 Soldaten kehren in ihre Basis zurück.
- 12. März 2002: US-geführte Truppen übernehmen die Kontrolle über das Tal und die Höhlenkomplexe.
- 18. März 2002: General Tommy Franks erklärt die Operation Anaconda für beendet und bewertet sie „als einen unbestreitbaren und vollständigen Erfolg“.

Jedoch gab es auch Stimmen, die Zweifel an der Effektivität der Operation im Hinblick auf die Bekämpfung von al-Qaida- und Taliban-Einheiten haben. Der Kommandant der britischen Royal Marines äußerte sich gegenüber dem Verteidigungsministerium der Vereinigten Staaten dahingehend, dass die Operation ein militärischer Fehlschlag gewesen sei.

## OperationenSnipe und Condor
Die britischen Royal Marines führten im Anschluss mit 1000 Soldaten der 45. Commando Group zwischen dem 2. und 13. Mai 2002 die Operation Snipe durch, eine Suchaktion nach al-Qaida-Kämpfern im Südosten Afghanistans, bei der lediglich ein unterirdisches Höhlensystem und Waffenlager entdeckt wurden. Britische Pioniere der Task Force Jacana zerstörten den Tunnelkomplex. Vom 17. bis zum 22. Mai 2002 kam es zur wenig vorbereiteten Operation Condor, nachdem eine australische Spezialeinheit von einer al-Qaida-Gruppe angegriffen worden war. Auch dabei wurden keine Taliban- oder al-Qaida-Truppen bekämpft oder gefangen.
Ende April räumte der britische Kommandant ein, dass einem derartig schwer zu stellenden Feind mit umfangreichen Einsatzverbänden kaum beizukommen sei. „Wir haben einen großen, durchtrainierten, gut ausgestatteten Hammer, können aber keine Stecknadel zum Draufhauen finden.“
Ein afghanischer Dorfbewohner wird mit den Worten zitiert: „Da waren niemals irgendwelche Araber in diesem Tal. […] Die Engländer verschwenden ihre Zeit. Aber sie sind willkommen, denn wenn sie feststellen, dass hier niemand ist, werden die Amerikaner nicht unsere Dörfer bombardieren.“
Mitte Juli kehrten die letzten britischen Einheiten zum Luftwaffenstützpunkt Bagram zurück.